# گمینا مشچیوویوو
گمینا مشچیوویوو (به لهستانی:  Gmina Mściwojów) یک گمینا در لهستان است که در شهرستان یاوور واقع شده‌است. گمینا مشچیوویوو ۷۱٫۸۳ کیلومتر مربع مساحت و ۴٬۰۳۴ نفر جمعیت دارد.